# Trichina unilobata
Trichina unilobata är en tvåvingeart som beskrevs av Chvala 1981. Trichina unilobata ingår i släktet Trichina och familjen puckeldansflugor.
Artens utbredningsområde är Spanien. Inga underarter finns listade i Catalogue of Life.